# Gošići
Gošići este un sat din comuna Tivat, Muntenegru. Conform datelor de la recensământul din 2003, localitatea are 208 locuitori (la recensământul din 1991 erau 169 de locuitori).

## Demografie
În satul Gošići locuiesc 166 de persoane adulte, iar vârsta medie a populației este de 37,8 de ani (35,9 la bărbați și 39,7 la femei). În localitate sunt 71 de gospodării, iar numărul mediu de membri în gospodărie este de 2,93.
Populația localității este foarte eterogenă.
|  |

| Demografie | Demografie | Demografie |
| An         | Locuitori  | Locuitori  |
| ---------- | ---------- | ---------- |
|            |            |            |
|            |            |            |
|            |            |            |
|            |            |            |
| 1948       | 169        |            |
| 1953       | 178        |            |
| 1961       | 180        |            |
| 1971       | 180        |            |
| 1981       | 160        |            |
| 1991       | 169        | 166        |
| 2003       | 221        | 208        |

| \| Componența etnică conform recensământului din 2003[2] \| Componența etnică conform recensământului din 2003[2] \| Componența etnică conform recensământului din 2003[2] \| Componența etnică conform recensământului din 2003[2] \| Componența etnică conform recensământului din 2003[2] \| \| ----------------------------------------------------- \| ----------------------------------------------------- \| ----------------------------------------------------- \| ----------------------------------------------------- \| ----------------------------------------------------- \| \| \| \| \| \| \| \| Sârbi \| Sârbi \| \| 126 \| 60,57% \| \| Muntenegreni \| Muntenegreni \| \| 43 \| 20,67% \| \| Croați \| Croați \| \| 5 \| 2,4% \| \| Iugoslavi \| Iugoslavi \| \| 2 \| 0,96% \| \| Musulmani \| Musulmani \| \| 1 \| 0,48% \| \| Macedoneni \| Macedoneni \| \| 1 \| 0,48% \| \| necunoscută \| necunoscută \| \| 1 \| 0,48% \| |              |  |     |        |
| Componența etnică conform recensământului din 2003 |              |  |     |        |
| |              |  |     |        |
| Sârbi | Sârbi        |  | 126 | 60,57% |
| Muntenegreni | Muntenegreni |  | 43  | 20,67% |
| Croați | Croați       |  | 5   | 2,4%   |
| Iugoslavi | Iugoslavi    |  | 2   | 0,96%  |
| Musulmani | Musulmani    |  | 1   | 0,48%  |
| Macedoneni | Macedoneni   |  | 1   | 0,48%  |
| necunoscută | necunoscută  |  | 1   | 0,48%  |